# ベストアルバム おまけつき '96〜'99
『ベストアルバム おまけつき '96〜'99』は、シャ乱Qの2枚目のベスト・アルバム。BMGJAPAN

## 内容
前作『シングルベスト10★おまけつき★』収録曲以降にリリースされたシングル8曲に、おまけとしてドラマ「Age,35 恋しくて」（フジテレビ）の挿入歌でこれまでCD音源化されなかった「不偏愛」、「ダウンタウンのガキの使いやあらへんで!!」の出囃子として使用されていた「タクシードライバー」が収録された。ジャケット写真は赤ちゃんが写っている。

## 収録曲
既発楽曲はリンクも参照のこと。
1. Club Q Various songs remix
2. 涙の影
3. NICE BOY!
4. そんなもんだろう
5. パワーソング
6. 都会のメロディー
7. ためいき
アルバム初収録。
8. 愛 Just on my Love
アルバム初収録。
9. 君は魔術士?
アルバム初収録。
10. 不偏愛-FUHEN-AI-
作詞:まこと 作曲:はたけ 編曲:シャ乱Q
ドラマ「Age,35 恋しくて」挿入歌。
11. タクシードライバー
作詞・作曲:松本人志　編曲:シャ乱Q
「ダウンタウンのガキの使いやあらへんで!」のダウンタウントークの出囃子として使用されていた。松本がつんくに編曲を依頼した事によりシャ乱Qバージョンが作られ、番組内で編曲・収録の様子（はたけ主導による編曲）が放送された楽曲の音源化。